# Honda S-MX
La Honda S-MX (in giapponese: ホンダ ・ S-MX) è un'autovettura prodotta dalla casa automobilistica giapponese Honda dal 1996 al 2002.

## Storia
La S-MX è stata anticipata dalla S-MX Concept esposto per la prima volta al 31º Salone di Tokyo nel 1995 ed era simile nell'aspetto alla più grande Honda Stepwgn, con una lunghezza e altezza inferiori. Mentre la Stepwgn aveva tre file di sedili per ospitare otto passeggeri, la più piccola S-MX era dotata di due file di sedili per quattro o cinque passeggeri.
La S-MX era alimentata da un motore 2,0 litri della serie B siglato B20Bdotati di doppi alberi a camme in testa e quattro valvole per cilindro, ma non utilizzava il sistema VTEC. La potenza massima era di 130 CV (96 kW) a 5500 giri/min e la coppia massima era di 183 Nm a 4200 giri/min. Questo motore era condiviso con il crossover compatto CR-V e la Honda Stepwagon. Come per quest'ultime, la S-MX era disponibile con la trazione anteriore o opzionale integrale.
Come era consuetudine delle monovolume compatte nipponiche dell'epoca, la S-MX è dotata di una sola porta posteriore sul lato passeggero (sinistro) del veicolo.
Come parte di un restyling occorso nel settembre 1999, il motore è stato aggiornato per produrre 140 CV (103 kW) e 186 Nm agli stessi regimi di rotazione del motore.
La produzione della S-MX è terminata nel 2002 ed è stata sostituita dalla Honda Mobilio Spike nel 2002.